# Georges Crémer
Ne doit pas être confondu avec Georges Cremers.
Georges-Alfred Crémer est un médecin et universitaire français né le 15 avril 1927 à Paris et mort le 16 mai 2013 également à Paris. Il est président de l’université Paris-V de 1989 à 1994 puis membre de l’Académie nationale de médecine de 1994 à sa mort. Georges Crémer joue un rôle important dans l'élaboration d'une formation universitaire véritable, il met en valeur le patrimoine de l'université et permet le développement du Musée d'histoire de la médecine.

## Biographie

### Jeunesse et formation
Il naît le 15 avril 1927 dans le 13e arrondissement de Paris dans une famille originaire de Belgique. Il est élève de l’École des Roches.
Il soutient sa thèse de médecine en 1961,.

### Parcours professionnel
Il est doyen de la faculté de médecine Cochin-Port-Royal de 1979 à 1989 avant d’être élu président de Paris-V de 1989 à 1994, puis président honoraire.

### Vie privée
Il est le frère de l'acteur Bruno Cremer.
Il épouse Micheline Lafosse en 1951. Ils ont trois enfants.

## Décorations
- Chevalier de la Légion d'honneur[3],[12]
- Chevalier du Mérite Agricole

## Hommages
Un éloge lui est dédié le 4 février 2014 par Daniel Couturier.